# U-1058

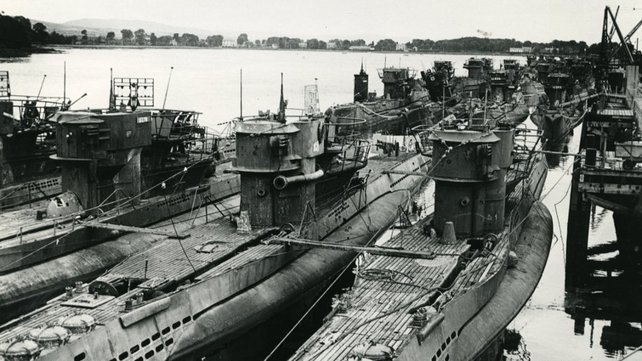
Foto do submarino alemão U-1058.

Unterseeboot 1058 foi um submarino alemão do Tipo VIIC, pertencente a Kriegsmarine que atuou durante a Segunda Guerra Mundial.

## Comandantes
| Comandante           | Data                                     |
| -------------------- | ---------------------------------------- |
| Oblt. Hermann Bruder | 10 de junho de 1944 - 10 de maio de 1945 |

## Subordinação
Durante o seu tempo de serviço, esteve subordinado às seguintes flotilhas:
| Período                                      | Flotilha                                   |
| -------------------------------------------- | ------------------------------------------ |
| 10 de junho de 1944 - 31 de dezembro de 1944 | 5. Unterseebootsflottille (treinamento)    |
| 1 de janeiro de 1945 - 8 de maio de 1945     | 11. Unterseebootsflottille (serviço ativo) |